# Union des villes suisses
 (septembre 2024).

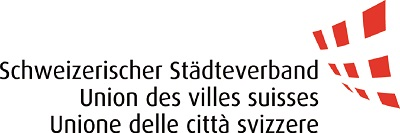
Logo de l'union des villes suisses

L’Union des villes suisses (UVS ; en allemand : Schweizerischer Städteverband, SSV ; en italien : Unione delle città svizzere) est une association de droit suisse qui défend les intérêts des villes et des communes urbaines en Suisse.
En plus de la représentation de ses 132 membres auprès du monde politique, médiatique et public, elle encourage l'échange d'expériences entre ses membres et publie des études, des directives, et des recommandations.
Fondée en 1897, elle a son siège à Berne. Actuellement, son président est Anders Stokholm, maire de la ville de Frauenfeld.

## Histoire
La fondation de l’Union des villes suisses (UVS) est issue d'une idée développée lors de l’Exposition nationale suisse de 1896 à Genève. Elle est officiellement fondée en 1897.
Dans une première phase, l’accent est mis sur l’échange d’expériences entre les membres. Durant la période de l'entre-deux-guerres, l’Union des villes suisses est également active dans la défense des consommateurs. Dès la moitié du 20e siècle, sa mission s’est tournée vers la défense des intérêts face aux autorités fédérales. Dans une résolution votée en 1940, l’Union des villes suisses a émis la déclaration suivante :

« Dès lors que la Confédération abandonne ses principes en imposant des tâches aux communes par-dessus la tête des cantons, nous sommes d’avis qu’elle devrait en faire autant lorsqu’il s’agit de répartir des recettes extraordinaires. La Confédération devrait obliger les cantons à redistribuer une part adéquate de ces recettes aux communes. »

— Dr. Naegeli, Procès-verbal de la réunion du comité directeur du 1er novembre 1940

En raison des profondes mutations économiques et sociales de ces dernières décennies, les villes rencontrent de nouveaux défis et leur importance a augmenté. Ainsi, les activités de l'association ont, elles aussi, évolué.

## Membres
L’association compte 132 membres à la fin 2023. En font partie, outre des villes-centres telles que Zurich et Genève, des communes d’agglomération comme Meyrin et Riehen, ou des villes de plus petite taille telles que Berthoud et Saint-Moritz .
L’Union des villes suisses est ouverte aux communes dès 5000 habitants qui présentent, de par leur tradition et leur développement, un caractère urbain, par exemple en tant que chefs-lieux cantonaux.
Par ailleurs, des organisations de droit public ou privé actives dans la collaboration intercommunale et dotées de leur propre personnalité juridique peuvent devenir membre sans droit de vote, si au moins trois quarts des communes situées sur leur territoire comptant plus de 10 000 habitants sont membres de l’Union des villes suisses[réf. nécessaire].
Les villes et communes suivantes sont les membres actuels de l'Union des villes suisses (état du 31 décembre 2023):
- Aarau, Adliswil, Aesch BL, Aigle, Altdorf, Altstätten, Amriswil, Appenzell, Arbon, Arosa, Affoltern am Albis
- Baden, Bâle, Bassersdorf, Bellinzona, Berne, Bienne, Binningen, Birsfelden, Brig-Glis, Brugg, Buchs SG, Bülach, Bulle, Berthoud, Bussigny
- Carouge, La Chaux-de-Fonds, Chiasso, Coire
- Delémont, Dietikon, Dübendorf
- Emmen
- Frauenfeld, Fribourg, Freienbach
- Genève, Gland, Glaris, Gossau SG, Le Grand-Saconnex, Granges
- Herisau, Horgen, Hochdorf
- Illnau-Effretikon, Interlaken, Ittigen
- Kloten, Köniz, Kreuzlingen, Kriens, Küsnacht ZH, Küssnacht am Rigi
- Lancy, Langenthal, Lausanne, Lenzburg, Liestal, Locarno, Le Locle, Lugano, Lucerne, Lyss
- Martigny, Meilen, Meyrin, Monthey, Montreux, Morges, Moutier, Münsingen, Morat, Muttenz
- Neuchâtel, La Neuveville, Nyon
- Olten, Onex, Opfikon, Ostermundigen
- Payerne, Plan-les-Ouates, Prilly, Pully
- Rapperswil-Jona, Regensdorf, Reinach BL, Renens VD, Rheinfelden, Riehen, Romanshorn, Rorschach, Rüti ZH
- Sarnen, Schaffhouse, Schlieren, Schwyz, Sierre, Sion, Soleure, Spiez, St. Gallen, St. Moritz, Stäfa, Steffisburg, Sursee
- Thalwil, Thoune, La Tour-de-Peilz
- Urdorf, Uster, Uzwil
- Vaduz, Vernier, Versoix, Vevey, Villars-sur-Glâne
- Wädenswil, Wallisellen, Weinfelden, Wettingen, Wetzikon, Wil SG, Willisau, Winterthour, Worb
- Yverdon-les-Bains
- Zofingue, Zuchwil, Zoug, Zürich

## Organisation

### Président
- Depuis 2022 : Anders Stokholm (PLR), maire de Frauenfeld[4]

### Comité
Le comité dirige l'Union et la représente auprès de l'extérieur. Il est constitué des membres suivants (état du 6 septembre 2024): 
- Anders Stokholm, Stadtpräsident Frauenfeld, Präsident des Schweizerischen Städteverbandes
- Sami Kanaan, conseiller administratif de Genève, Vice-président de l'Union des villes suisses
- Corine Mauch, maire de Zürich, Vice-présidente de l'Union des villes suisses
- Bruno Arrigoni, syndic Chiasso
- Conradin Cramer, président du Conseil d'Etat du canton de Bâle-ville
- Ramona Gut-Rogger, maire d'Emmen
- Barbara Horlacher, maire de Brugg
- Grégoire Junod, syndic de Lausanne
- Michael Künzle, maire de Winterthour
- Philipp Kutter, maire de Wädenswil et conseiller national
- Raphael Lanz, maire de Thoune
- Franziska Stadelmann, présidente de Muttenz
- Thierry Steiert, syndic de Fribourg
- Philipp Varone, président de Sion
- Marieke Kruit, maire de Berne
- Mélanie Wyss, syndique de Morges

### Directeur
- Depuis octobre 2021 : Martin Flügel[5]

### Journée des villes
Dans le cadre de son assemblée des délégués, l’association organise chaque année la Journée des villes. Cet événement propose un programme thématique à chaque fois différent. Ces dernières années, il s’est tenu dans les villes suivantes :
- 2008: Lugano –  « Agglomération: fusion ou coopération ? »
- 2009: Lucerne – « À qui appartient l’espace public?  Affectations entre droit et responsabilité »
- 2010: Zurich – « Les limites de la mobilité – nouveaux concepts pour l’avenir »
- 2011: Peseux et Neuchâtel – « Changement structurel et renouveau des villes »
- 2012: Berne – « Le poids politique et économique de la Suisse urbaine en point de mire »
- 2013: Saint-Gall – « Le service public entre revendications et responsabilité individuelle »
- 2014: « Ville-réseau » de la vallée de la Glatt – « Qu‘est-ce qui fait une ville ? »
- 2015 : Genève - Lancy – « Comment assurer la cohésion sociale ? »
- 2016 : Schaffhouse – « La ville à venir - préoccupations et caractéristiques des villes de demain »
- 2017 : Montreux – « Sharing Economy dans la ville: mieux vivre grâce au partage ? »
- 2018 : Soleure – « Ville de culture – culture de ville »
- 2019 : Coire – « Un changement structurel qui a du potentiel: apportez de la vie dans les villes ! »
- 2020 : En raison de la pandémie de Covid-19, l’assemblée des délégués a eu lieu par écrit
- 2021 : Thoune – « La ville de la participation »
- 2022 : Bâle – « Villes respectueuses du climat »
- 2023 : Aarau – « Repenser la mobilité et l’espace public »
- 2024 : Lausanne – « Approvisionnement en logements dans les villes : défis et possibilités »

#### Association suisse Infrastructure communale
L’Association suisse Infrastructure communale est une section de l’Union des villes suisses, qui promeut une gestion durable des infrastructures communales. Elle compte environ 300 villes, communes, associations intercommunales, cantons et bienfaiteurs privés. Fondée en 1982 en tant qu’organisation professionnelle dénommée Organisation pour les problèmes d’entretien des routes, d’épuration des eaux usées et d’élimination des déchets, elle est financée par les contributions de ses membres.

#### Sections
Six autres sections de l’association, conçues comme des organisations autonomes, se penchent sur des questions spécifiques à leur domaine d’activité: la Conférence des directrices et directeurs de la sécurité des villes suisses (CDSVS) , la Conférence des directrices et directeurs des finances des villes (CDFV) , la Conférence des villes en matière culturelle (CVC) , la Conférence des villes pour la mobilité (CVM) , l’Initiative des villes pour la politique sociale  et l’Initiative des villes pour la formation. Les sections s’occupent, outre de la collaboration technique, de fédérer les intérêts des villes membres concernant des thématiques spécifiques et de les représenter, en accord avec l’Union des villes suisses, à l’égard de la Confédération et des cantons .

#### Commissions
L’association compte diverses commissions, dont la Commission de politique énergétique et climatique, la Commission statistique, le Groupe d’experts des ingénieurs des villes et des communes. Elle accompagne en outre divers groupes de travail.

## Activités
L’association publie des études, des directives, et des recommandations, en plus, elle publie, chaque année, le document « Statistiques des villes suisses ».

### Représentation des intérêts en politique
La base du travail politique de l'Union est l'article 50 de la Constitution fédérale, qui oblige la Confédération à porter attention aux intérêts particuliers des villes et des agglomérations. L'Union des villes suisses prend, ainsi, part aux procédures de consultation de la Confédération comme un partenaire permanent, elle travaille, aussi, avec les commissions d'experts de la Confédération et entretient des contacts réguliers avec l'Administration fédérale et le Parlement et ses commissions.
Une plateforme importante est la conférence tripartite (CT), la poursuite de la Conférence tripartite sur les agglomérations (CTA). Soutenue par le Conseil fédéral, la Conférence des gouvernements cantonaux (CdC), l'Union des villes suisses et l'Association communes suisses, la CT institutionnalise le dialogue entre les niveaux étatiques et élabore des positions communes sur des dossiers politiques importants.
En collaboration avec l'Association des communes suisses, l'Union des villes suisses encadre le groupe parlementaire "politique communale", dans laquelle sont regroupés des parlementaires avec des intérêts sur les questions communales. L'Association des communes suisses gère le secrétariat du groupe parlementaire.

### Domaines politiques
L'Union traite de thèmes et d'objets de différents domaines politiques. Il s'agit de thèmes importants pour les villes, tels que l'aménagement du territoire, le développement de quartiers, le logement et la politique des agglomérations. En plus, l'Union s'intéresse à la politique des transports, aux finances et la politique économique, à l'énergie et la politique environnementale, ainsi qu'aux politiques sociales et migratoires. L'Union se positionne, également, sur d'autres thèmes comme la culture, la formation ou la sécurité.